# Wicked Games
Ne doit pas être confondu avec Wicked Game.
Singles de The Weeknd
Remember You
(2012) Twenty Eight
(2012)
Wicked Games est le premier single de l'auteur-compositeur-interprète canadien The Weeknd. D'abord incluse dans la mixtape House of Balloons qui est sortie en 2011, la chanson est remastérisée puis publiée comme single l'année suivante par les labels XO et Republic pour promouvoir Trilogy, la première compilation du chanteur.

## Accueil critique
Les journalistes du site web américain Uproxx placent Wicked Games à la 82e position de leur classement des cent meilleures chansons sorties dans les années 2010. Elle est aussi sélectionnée dans un article du magazine Elle qui cite cinquante-deux chansons qui ont marqué la décennie.

## Classements et certifications
| Classement (2012-13)                           | Meilleure position |
| ---------------------------------------------- | ------------------ |
| Belgique (Flandre Ultratip Bubbling Under 100) | 83                 |
| Belgique (Flandre Ultratop R&B/Hip-Hop)        | 46                 |
| Canada (Hot 100)                               | 43                 |
| Canada (All-Format Airplay)                    | 38                 |
| Canada (CHR/Top 40)                            | 21                 |
| Canada (Digital Songs)                         | 58                 |
| États-Unis (Hot 100)                           | 53                 |
| États-Unis (Adult R&B Songs (en))              | 39                 |
| États-Unis (Digital Songs)                     | 74                 |
| États-Unis (Mainstream R&B/Hip-Hop)            | 5                  |
| États-Unis (R&B Songs (en))                    | 5                  |
| États-Unis (R&B/Hip-Hop Airplay)               | 8                  |
| États-Unis (R&B/Hip-Hop Songs)                 | 13                 |
| États-Unis (Radio Songs)                       | 47                 |
| États-Unis (Rhythmic Songs)                    | 10                 |
| États-Unis (Streaming Songs)                   | 30                 |
| Royaume-Uni (UK R&B Chart)                     | 18                 |

| Classement (2013)                   | Position |
| ----------------------------------- | -------- |
| États-Unis (Mainstream R&B/Hip-Hop) | 31       |
| États-Unis (R&B Songs (en))         | 16       |
| États-Unis (R&B/Hip-Hop Airplay)    | 29       |
| États-Unis (R&B/Hip-Hop Songs)      | 47       |
| États-Unis (Rhythmic Songs (en))    | 48       |

| Région | Certification | Ventes/Streams |
| --- | ------------- | -------------- |
| Canada (MC) | 2 × Platine   | 160 000‡       |
| Danemark (IFPI Danmark) | Or            | 45 000^        |
| États-Unis (RIAA) | 3 × Platine   | 3 000 000‡     |
| Norvège (IFPI Norway) | Or            | 2 000 000‡     |
| Royaume-Uni (BPI) | Argent        | 200 000*       |
| *Ventes selon la certification ^Mise en rayon selon la certification xNon précisé par la certification ‡ventes/streaming selon la certification |               |                |